# Одигитрия
Одиги́трия (греч. Οδηγήτρια — Указующая Путь; Путеводи́тельница) — один из наиболее распространённых типов изображения Богоматери с младенцем Иисусом Христом; иконописный образ, по преданию, написанный евангелистом Лукой.
В России это, прежде всего, «Влахернская икона», «Одигитрия Воронинская», «Одигитрия Христофорова», «Смоленская», Тихвинская и Казанская иконы Божией Матери.

## Описание

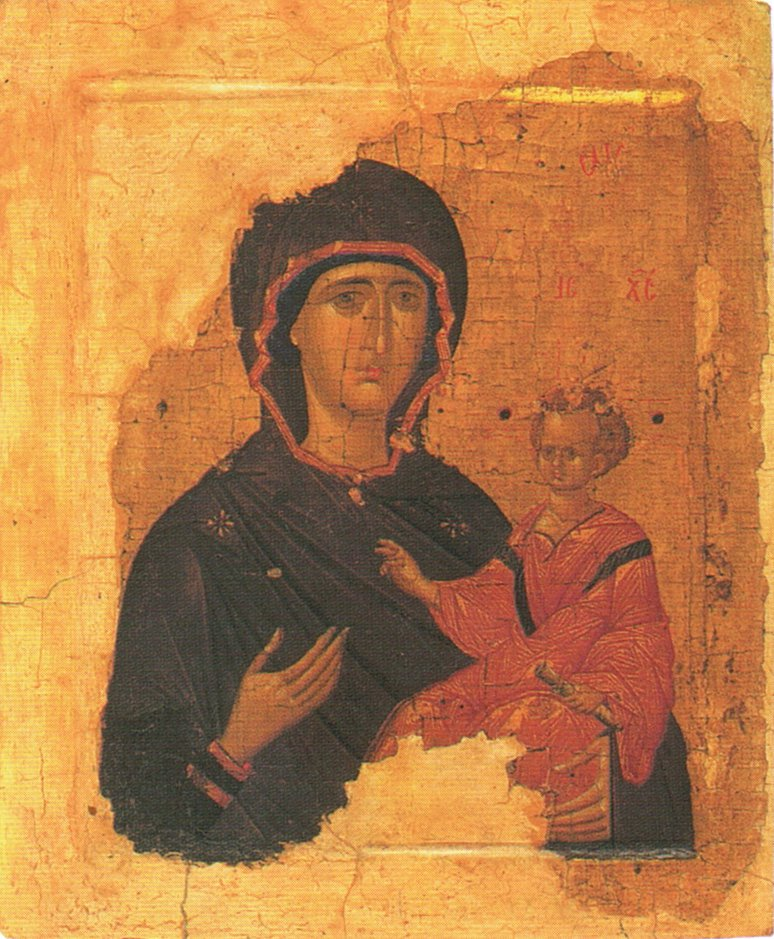
Икона Божией Матери «Одигитрия». Первая четверть XV века. Византия

Младенец Христос, обращённый ликом к зрителю, сидит на руках Богородицы, правой рукой Он благословляет, а левой — держит свиток, реже — книгу, что соответствует иконографическому типу Христа Пантократора (Вседержителя). Богородица, также изображённая фронтально (или с небольшим наклоном головы), указывает рукой на Иисуса. Как правило, Богородица представлена в поясном изображении, но известны и сокращённые оплечные варианты (Казанская) или изображения в рост.
С догматической точки зрения основной смысл этого образа — явление в мир «Небесного Царя и Судии» и поклонение царственному Младенцу.
Иконы Богоматери Одигитрии широко распространены на Балканах, на Руси, на христианском Востоке и Западе.

## История
По преданию, самая первая Одигитрия была выполнена евангелистом Лукой и около середины V века привезена из Святой Земли Евдокией, женой императора Феодосия, а затем помещена во Влахернском храме в Константинополе. По другим источникам икона хранилась в Константинополе в храме монастыря Одигон (известного с таким названием с IX века), отчего и происходит название иконы. Икона стала охранительницей Константинополя. Её не раз выносили на городские стены во время нападения врагов. Кроме того, начиная с V века, во вторник каждой недели с иконой совершался крестный ход по всему городу.
Судьба константинопольской Одигитрии после падения Константинополя в 1453 году неизвестна. Британский историк Джонатан Харрис считает, что во время штурма Константинополя икона была помещена в монастырь Хора, а после поражения византийцев её разрубили на части османские мародёры, чтобы завладеть золотым окладом с драгоценными камнями.
В одной из редакций Сказания о Тихвинской иконе Божией Матери древнерусские книжники XVI века отождествили явившуюся в 1383 году в новгородских пределах икону с константинопольской Одигитрией.

## Варианты
К этому типу относятся такие широко почитаемые на Руси иконы, как Тихвинская, Смоленская, Казанская, Грузинская, Иверская, Пименовская, Троеручица, Страстная, Ченстоховская, Споручница грешных, Корсунская-Торопецкая, Великоустюжская и ряд других. Из икон Одигитрии с греческими наименованиями можно отметить: Психосострия, Перивлепта и другие.

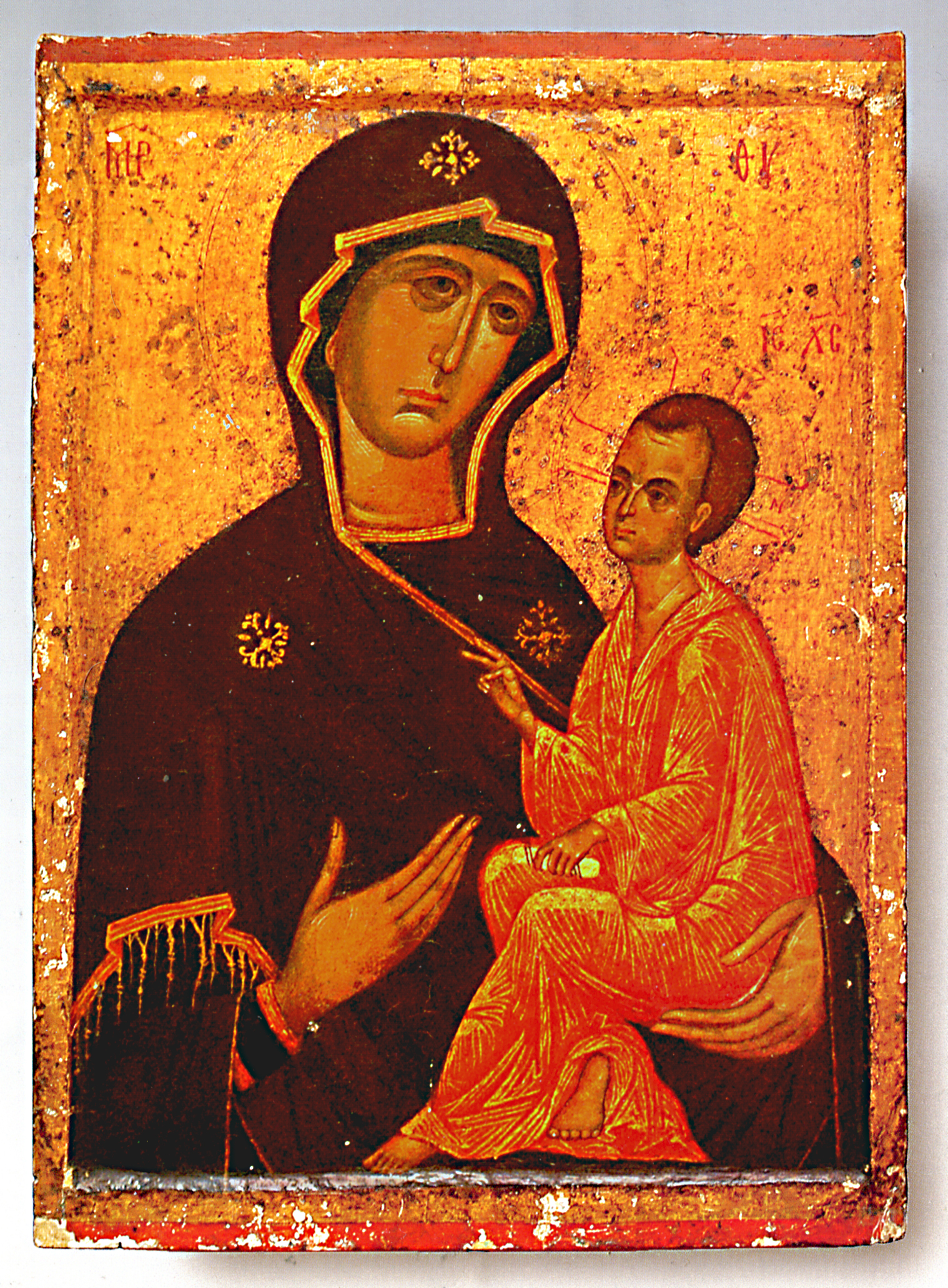
Тихвинская икона Божией Матери.
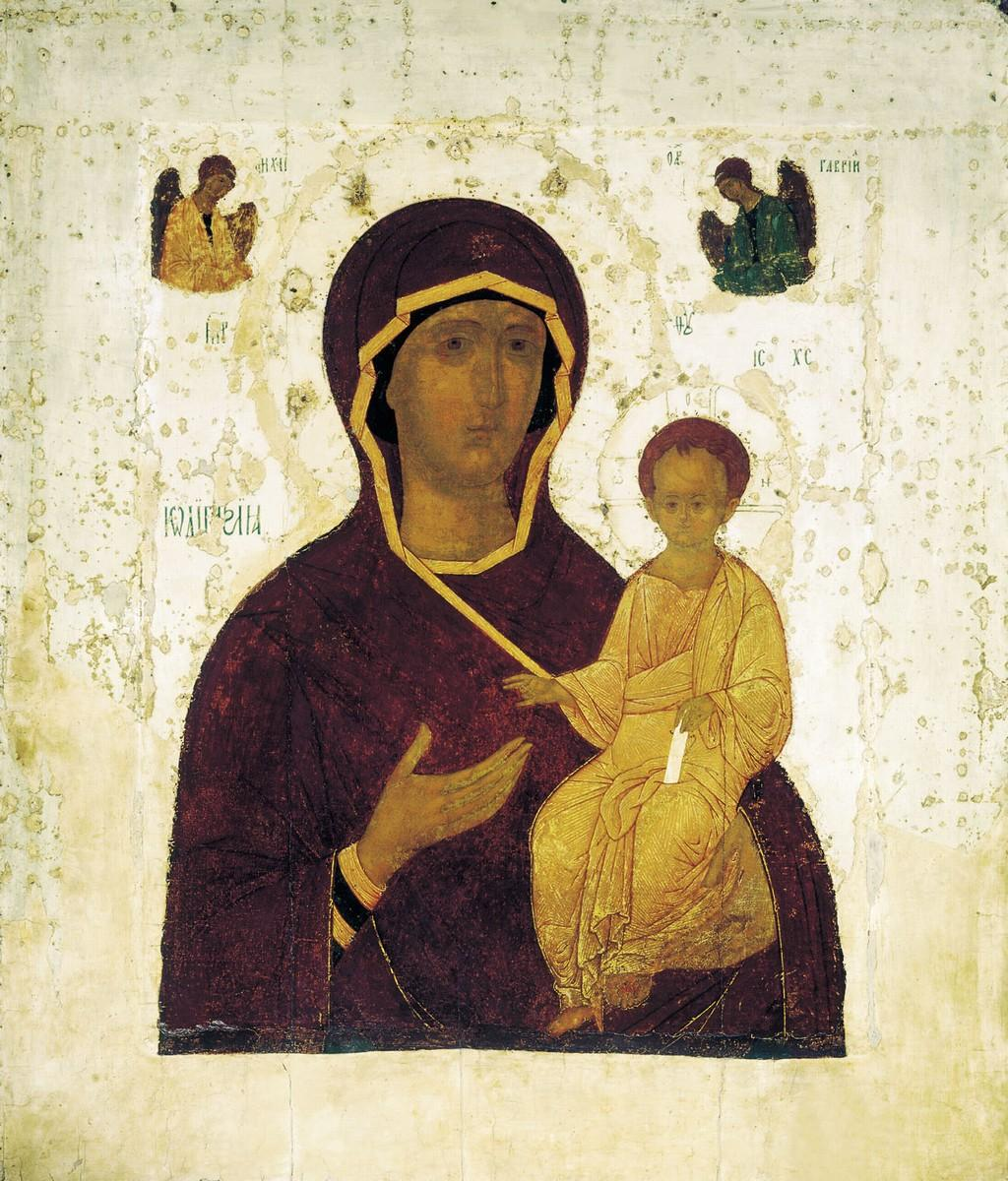
Одигитрия Смоленская. Дионисий. 1482 г. ГТГ.
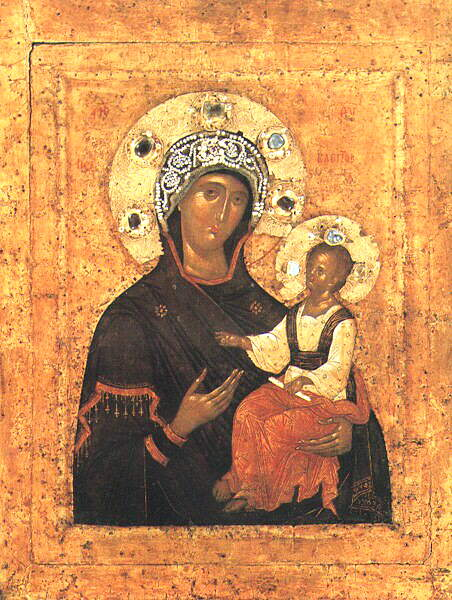
Перивлепта. Византия. Вторая половина XIV в.
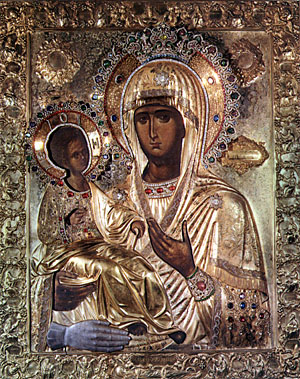
Троеручица (Трихейруса)
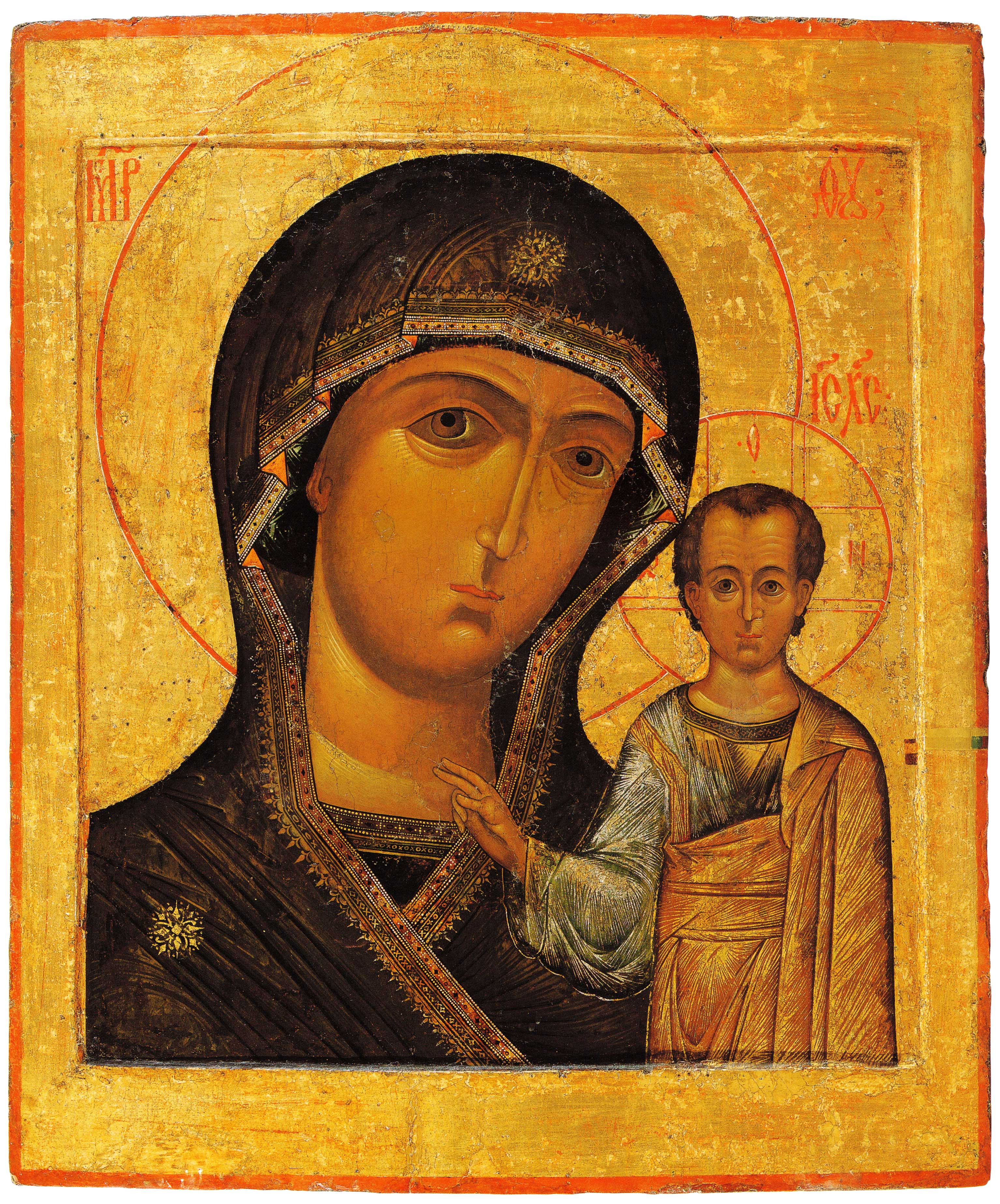
Казанская икона Божией Матери
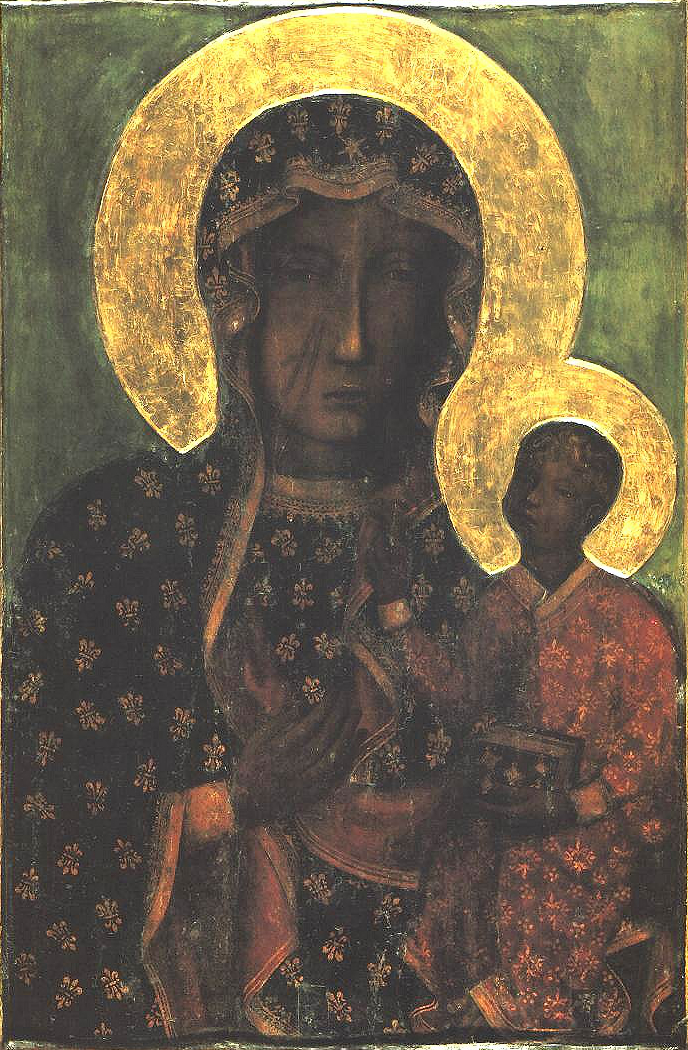
Ченстоховская икона Божией Матери
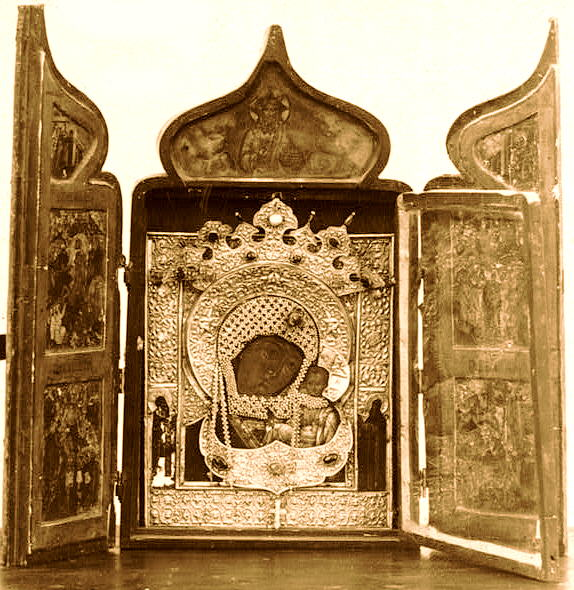
Сокращённый вариант Одигитрии — Казанская икона. Макарьевский монастырь (дар царя Михаила Фёдоровича). Фото С. М. Прокудина-Горского (начало XX в.)
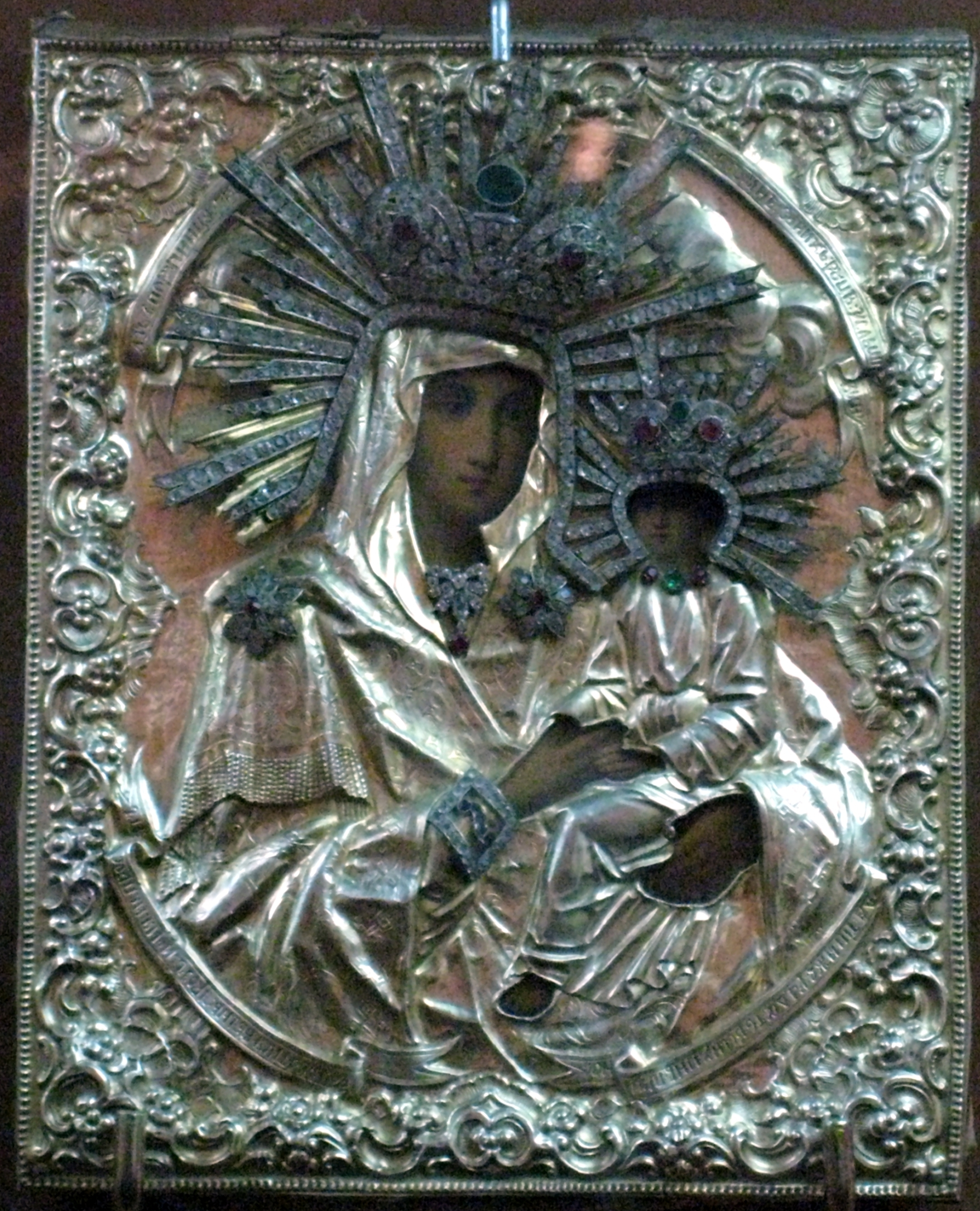
Споручница грешных